# West (Misisipi)
West es un pueblo ubicado en el noreste del condado de Holmes en el estado de Misisipi (Estados Unidos). En el año 2000 tiene una población de 220 habitantes en una superficie de 1.4 km², con una densidad poblacional de 152,4 personas por km².

## Geografía
West se encuentra ubicado en las coordenadas 33°11′50″N 89°46′45″O / 33.19722, -89.77917. Según la Oficina del Censo, el pueblo tiene un área total de 1,4 km² (0,5 mi²), de la cual 1,4 km² (0,5 mi²) es tierra y 0 km² (0 mi²) es agua.

## Demografía
Para el censo de 2000, había 220 personas, 94 hogares y 54 familias en la ciudad. La densidad de población era 152,4 hab/km².
En el 2000 la renta per cápita promedia del hogar era de $ 26.625 y el ingreso promedio para una familia era de $45.625. El ingreso per cápita para la localidad era de $18.398. En 2000 los hombres tenían un ingreso per cápita de $22.083 contra $12.396 para las mujeres. Alrededor del 20,9% de la población estaba bajo el umbral de pobreza nacional. 